# Enterosora insidiosa
Enterosora insidiosa är en stensöteväxtart som först beskrevs av Sloss., och fick sitt nu gällande namn av Luther Earl Bishop. Enterosora insidiosa ingår i släktet Enterosora och familjen Polypodiaceae. Inga underarter finns listade.